# Římskokatolická farnost Hroby
Římskokatolická farnost Hroby je zaniklým územním společenstvím římských katolíků v rámci táborského vikariátu Českobudějovické diecéze.

## O farnosti

### Historie
Plebánie ve vsi Hroby byla zřízena v roce 1358. V pozdější době zanikla, v letech 1666–1687 byly Hroby filiálkou farnosti v Chýnově. Samostatná farnost byla obnovena v roce 1758. 
Posledním knězem, který bydlel ve farnosti, byl P. Václav Kaňák - do roku 1962. Dlouho spravoval farnost P. Josef Komínek z Chýnova (od 60. let do 1989) poté P. Václav Čadek z Choustníka (1989 - 2001). V letech 2001–2017 byla správa farnosti rozdělena: materiálním správcem byl Mgr. Václav Mikula (bydlel na faře v Chýnově, původně pastorační asistent, 2012 vysvěcen na jáhna) a duchovní správci dojížděli z Tábora (P. Jiří Kalaš, P. Günther Ecklbauer, P. Tomáš Vyhnálek, P. Mgr. Karl Zaiser, OMI (in spiritualibus)).
V letech 2000 až 2015 prošly kostely v Hrobech i Radeníně celkovou opravou. 

### Současnost
Římskokatolická farnost Hroby zanikla ke dni 31. prosince 2019. Jejím právním nástupcem je Římskokatolická farnost Chýnov. Duchovní správa je zajišťována ex currendo z Tábora-Klokot knězem kongregace Oblátů Panny Marie Neposkvrněné.  
| Kostel                         | Místo   | Bohoslužba             | Bohoslužba             | Poznámka                      |
| ------------------------------ | ------- | ---------------------- | ---------------------- | ----------------------------- |
| Kostel Nanebevzetí Panny Marie | Hroby   | 1. neděle v měsíci     | 11.30                  | filiální, bývalý farní kostel |
| Kaple svatého Bartoloměje      | Pořín   | neslouží se pravidelně | neslouží se pravidelně | filiální kostel               |
| Kostel svaté Markéty           | Radenín | neslouží se pravidelně | neslouží se pravidelně | filiální kostel               |